# کربلاغ
کربلاغ (به قزاقی: Kerbulak) یک منطقهٔ مسکونی در قزاقستان است که در استان آلماتی واقع شده‌است.